# San Germán
San Germán ist eine Stadt im Südwesten Puerto Ricos.

## Geografie

### Geografische Lage
San Germán liegt südlich von Mayagüez und Maricao, nördlich von Lajas, östlich von Hormigueros und Cabo Rojo sowie westlich von Sabana Grande.

### Geologie
Im Gebiet von San Germán befinden sich die Berge Alto del Descanso (768 m) und Tetas de Cerro Gordo (883 m). Hier fließen die Flüsse Caín, Duey, Rosario, Guanajibo (Estero), Hoconuco und Guamá.

### Ausdehnung des Stadtgebiets
Bei 37.105 Einwohnern (Stand: 2000) auf einer Fläche von 141,18 km² ergibt sich eine Bevölkerungsdichte von 262,8 Einwohnern pro km².

### Stadtgliederung
San Germán erstreckt sich über 18 Stadtbezirke und das Pueblo (Innenstadt und administratives Zentrum). In einer engeren Definition gilt nur das Pueblo als die Stadt San Germàn.
| die Stadtbezirke von San Germàn | die Stadtbezirke von San Germàn | die Stadtbezirke von San Germàn | die Stadtbezirke von San Germàn | die Stadtbezirke von San Germàn | die Stadtbezirke von San Germàn |
| ------------------------------- | ------------------------------- | ------------------------------- | ------------------------------- | ------------------------------- | ------------------------------- |
| Ancones                         | Caín Alto                       | Caín Bajo                       | Cotuí                           | Duey Alto                       | Duey Bajo                       |
| Guamá                           | Hoconuco Alto                   | Hoconuco Bajo                   | Maresúa                         | Minillas 1                      | Retiro                          |
| Rosario Alto                    | Rosario Bajo                    | Rosario Peñón                   | Sabana Eneas                    | Sabana Grande Abajo             | Tuna                            |

1 Wegen seiner Größe wird Minillas üblicherweise in Minillas Valle, Minillas Carretera und Minillas Parcelas unterteilt.

## Geschichte
San Germán ist die zweitälteste Stadt Puerto Ricos nach der Hauptstadt San Juan. Die Insel war einst zwischen den Gemeinden San Juan und San Germán aufgeteilt. Letztere erstreckte sich von Arecibo im Norden bis Ponce im Süden entlang der Westküste.
Die dokumentierte Geschichte reicht bis 1573 zurück. In einem Brief an den spanischen König Philipp II. ist die Stadt mit den Namen Nueva Salamanca und San Germán erwähnt. Die Conquistadoren benutzten den ersten Namen, um die spanische Stadt Salamanca zu verehren.
Die eigentliche Stadt San Germán entstand mit dem Beginn der spanischen Kolonisation Puerto Ricos. Obwohl die Stadt nie an der Südküste der Insel lag, wird oft behauptet, dass ihre Geschichte eng mit Santa Maria de Guadianilla verbunden sei. San Germán wurde auf Befehl von Juan Ponce de León nach einem Aufstand der Taínos im Februar 1511 gegründet. Diese erste Stadt wurde von französischen Piraten zerstört und die Bevölkerung zog sich ins Landesinnere zurück.
Im November 1511 übergab Juan Ponce de León das Amt des Gouverneurs von Puerto Rico an Juan Cerón, den Lieutenant von Viceroy Diego Colón. Cerón befahl Miguel De Toro, einem Lieutenant von Juan Ponce de León, eine „christliche Stadt“ im Westen von „Boriken“ (Puerto Rico) zu errichten und sie San Germán zu nennen. Diese Stadt entstand im Dezember 1511 an der Mündung des Guaorabo in der Nähe des heutigen Añasco und wurde im August 1528, Mai 1538 und 1554 von französischen Piraten angegriffen. 1540 begann man mit dem Bau eines kleinen Forts, aber die Arbeit wurde 1546 eingestellt, als sich die Bevölkerung ins Landesinnere bewegte. Beim Exodus wurde der Hafen von Guaorabo genutzt.
Am 12. Mai 1570 ordnete die Royal Audience of Santo Domingo angesichts der regelmäßigen Angriffe an, San Germán und Santa Maria de Guadianilla zu einer Stadt zu vereinen. Diese entstand 1573 auf den Hügel von Santa Marta am Guanajibo. Der offizielle Name war Nueva Villa de Salamanca, aber die Einwohner nannten sie zunächst San Germán el Nuevo (Neues San Germán) und schließlich Villa de San Germán (Stadt San Germán).
Bis zum 17. Jahrhundert konkurrierte San Germán mit der Hauptstadt San Juan, dann verlor es an Bedeutung. 1748 griffen die Engländer San Germán erfolglos an. Bis 1782 war es der Sitz der Regierung des westlichen Distrikts der Insel. 1877 wurde es zur Stadt erhoben.

## Politik

### Bürgermeister
Der Bürgermeister Isidro A. Negrón Irizarry gehört der Popular Democratic Party an.

### Wappen, Flagge und Hymne
Das Wappen der Stadt ist in vier Viertel unterteilt. Das erste Viertel zeigt das goldene Königsschloss auf grünem Hintergrund. Im zweiten Viertel sind die Wappen der Königreiche von Aragon und Sizilien, wo Don Fernando, der Katholik, regierte, zu sehen. Im dritten Viertel vereinigen sich die Wappen mit der Grafschaft Foix und dem Königreich Frankreich, die das Familienschild von Germana de Foix ergibt, deren Name in San Germán ständig präsent ist. Juan Ponce de Leóns Schild ist im letzten Viertel zu sehen. Die Krone entspricht dem bürgerlichen oder gemeindlichen Standard. Für San Germán gab es fünf Türme, um anzuzeigen, dass es im vergangenen Jahrhundert von der spanischen Krone die Stadtrechte erhielt.
Die Flagge besteht aus den Farben grün (Schild von Christoph Kolumbus und dessen Sohn Virrey of America), weiß (Reinheit des Blutes der großen Familien, die San Germán kolonialisierten) und violett (Schild des ersten Gouverneurs Juan Ponce de León).
Die Hymne wurde von Raquel Quiñones verfasst.
San Germán es mi pueblo querido,
en sus lomas alegres nació,
y no encuentro otro sitio en el mundo
donde yo pueda ser tan feliz.
Es antiguo, legendario y muy culto,
y fue cuna de hombres grandes ayer,
de poetas, maestros artistas,
y de damas muy nobles también.
Porta Coeli se levanta orgulloso
cual reliquia de un tiempo que fue,
en sus muros antiguos aun vibra,
un pasado de gloria y de fe.
Yo no cambio mis verdes colinas
por París, Nueva York, ni Berlín
porque allí no se ven golondrinas
como siempre las vemos aquí.
Dios bendiga este pueblo tan más,
este pueblo en donde nació,
del que puedo yo estar orgulloso,
donde siempre me siento feliz.

## Kultur und Sehenswürdigkeiten

### Bauwerke
Die größte Touristenattraktion in San Germán ist die Kirche 1609 vom Dominikanerorden gegründete Porta Coeli („Tor zum Himmel“), eine der ältesten spanischen Kathedralen in Lateinamerika, die heute ein Museum für Sakralkunst beherbergt. Weitere Sehenswürdigkeiten sind
- Puente de Bolas (Bridge of Balls)
- Casa Morales
- Ceiba de la Libertad
- Historic Gallery
- Lola Rodríguez de Tió Museum
- Ramírez de Arrellano y Rossell Museum
- Santo Domingo Plazuela
- Three Races and One Culture Mural
- San German Antiguo National Historic Site

### Sport
San Germán gilt als Wiege des Basketballs in Puerto Rico, was hinter Baseball die zweitbeliebteste Sportart auf der Insel ist. Die einzigen Profis von San Germán sind die Basketballer der San Germán Athletics. Das „orange Monster“ (El monstruo anaranjado) ist das älteste Basketball-Team der Insel und mit 13 Meistertiteln auch eines der erfolgreichsten. Von 1955 bis 1985 konnten sie keine Meisterschaft gewinnen, aber als sie 1985 mit Jose Ortiz die Guaynabo Mets in sechs Spielen besiegten, verhalfen der Wirtschaft der Stadt durch die steigende Aufmerksamkeit zu neuer Blüte.

### Regelmäßige Veranstaltungen
Im Juli findet das Patronatsfest statt. Im September feiert man beim Anón Festival und im Dezember gibt es ein großes Weihnachtsfest.

## Wirtschaft und Infrastruktur
Rund um San Germán wachsen Früchte wie Bananen und Ananas sowie Zuckerrohr. Einige Milchfarmen findet man hier ebenfalls. Ferner wird Kaffee und Tabak angebaut. In der Industrie gibt es u. a. medizinische und elektrische Produkte. Die meisten Geschäfte befinden sich im Pueblo. Das Plaza del Oeste ist das größte Shoppingcenter.

### Bildung
San Germán verfügt über mehrere Grund- und öffentliche Sekundarschulen sowie zwei öffentliche High Schools (Escuela Superior Lola Rodríguez de Tió und Escuela Superior de Rosario). Außerdem gibt es diverse Privatschulen wie das Colegio San José, die Academia Bárbara Ann und die Academia Sangermeña.
Der Campus der Interamerican University of Puerto Rico befindet sich im Pueblo. Die erste private Universität Puerto Ricos ist u. a. dafür bekannt, dass sie die amerikanische Sportart Basketball in Puerto Rico einführte.

## Persönlichkeiten

### Söhne und Töchter der Stadt
- Aurelio Tió (Historiker)
- Francisco Mariano Quiñones (Anführer der Abolitionismus-Bewegung, Politiker und Schriftsteller)
- Lola Rodríguez de Tió (Dichter und Patriot)
- Manuel F. Rossy (Rechtsanwalt, Redner und Anführer der Bewegung für die Anerkennung als Bundesstaat)
- Samuel R. Quiñones (Teilhaber an der Liberalen Parteien und einer der Gründer der Popular Party)
- Benicio del Toro (Schauspieler)